# Jules Chifflet

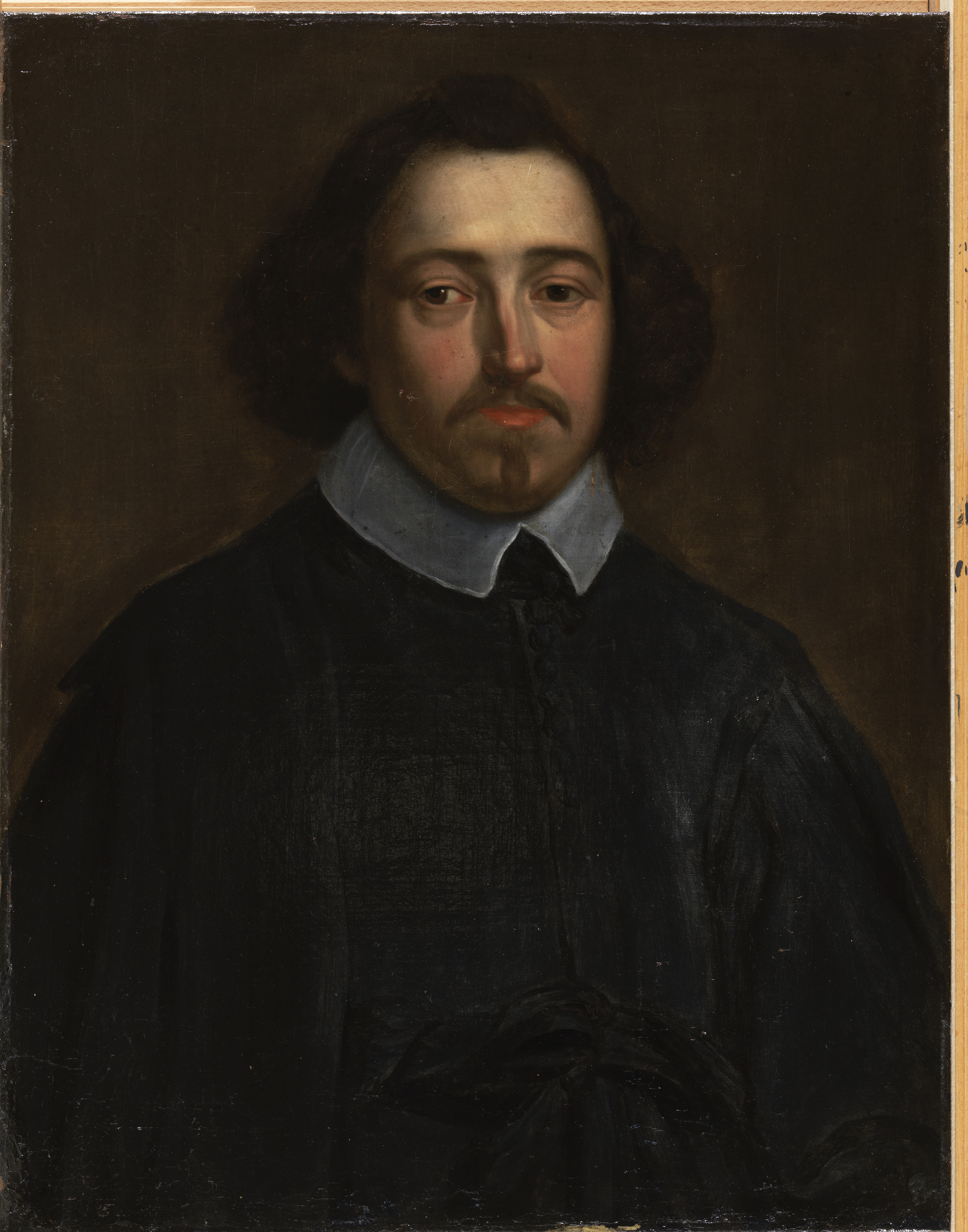
Portret (ca. 1650) door Balthasar van Meurs in het Museum Plantin-Moretus van Antwerpen

Jules Chifflet (Besançon, 1610 – Dole, 8 juli 1676) was een rechtsgeleerde, historicus en geestelijke uit de Habsburggetrouwe familie Chifflet. Hij was de negentiende kanselier van de Orde van het Gulden Vlies en zetelde in het Parlement van Dole (1659-1668).

## Leven
Jules was het tweede kind van hofarts Jean-Jacques Chifflet en Jeanne de Maubouhans. Zij kwamen uit de Franche-Comté maar verhuisden naar Brussel en stuurden Jules naar Leuven bij Erycius Puteanus voor zijn artesopleiding. Hij vervolgde met een rechtenstudie aan de Universiteit van Dole. 
Daarna legde Chifflet de geestelijke geloften af en werd hij kanunnik in de kathedraal van Besançon. Onder Filips IV van Spanje werd hij hofkapelaan en vanaf 1648 kanselier van de Orde van het Gulden Vlies in Madrid. In 1657 volgde hij zijn overleden oom Philippe II Chifflet op als abt in commendam van de cisterciënzerabdij van Balerne, bij Champagnole. In zijn geboortestreek nam hij in 1659 het ambt van raadsheer-klerk op in het Parlement van Dole. 
In die functie verzette hij zich tijdens de Devolutieoorlog tegen de capitulatie van de stad aan het leger van Lodewijk XIV in februari 1668. In juni kregen de Spanjaarden de stad weer in handen en hielp Chifflet met het kalmeren van oproer. Het parlement was te meegaand geweest en werd door de Spanjaarden opgeschort. Chifflet maakte gebruikt van zijn vrije tijd om memoires bij te houden over de periode die volgde, tot de definitieve aanhechting bij Frankrijk in 1676 door de Hollandse Oorlog. Hij stierf in hetzelfde jaar en maakte de bekrachtiging door de Vrede van Nijmegen niet meer mee.

## Publicaties
Chifflet was, behalve editor van een werk over Jacques de Lalaing en vertaler van een boek over kardinaal-infant Ferdinand, auteur van:
- Audomarum obsessum et liberatum, 1640 (over het Franse Beleg van Sint-Omaars)
- Crux andreana victrix seu de cruce Burgundica, 1642 (over het Sint-Andrieskruis)
- Traitté de la maison de Rye ou Description sommaire de son antiquité, dignitez, emplois, alliances et autres grandeurs, 1644 (over de familie De Rye)
- Les marques d'honneur de la maison de Tassis, 1645 (over de postmeestersfamilie Tassis)
- Aula sacra principum Belgii, sive Commentarius historicus de capellae regiae in Belgio principiis, ministris, ritibus atque universo apparatu, 1650 (over de hofkapel van het Paleis op de Koudenberg)
- Breviarium historicum inclyti ordinis Velleris aurei, 1652 (over de Orde van het Gulden Vlies)

## Uitgave
De postuum uitgegeven memoires van Chifflet zijn een belangrijke bron voor de geschiedenis van Franche-Comté in 1668-1676:
- Mémoires de Jules Chifflet, abbé de Balerne, ed. L. Jeannez (= Mémoires et documents inédits pour servir à l'histoire de la Franche-Comté, vol. 5 en vol. 6), Besançon, Outhenin-Chalandre fils, 1867-1868